# Snježno sljepilo
Snježno sljepilo (poznato i kao aktinički keratitis, ultraljubičasti keratitis, fotokeratitis ili nifablepsija) je bolno stanje oka uzrokovano izloženošću nezaštićenih očiju ultraljubičastim sunčanim zrakama koje se reflektiraju od snijega ili leda ili, manje uobičajeno, od mora ili pijeska. To je poseban problem u polarnim prostorima i na visokim nadmorskim visinama zato što se sa svakih 300 metara nadmorske visine intenzitet ultraljubičastih zraka povećava za 4%.
Snježno sljepilo je srodno opeklini rožnice i spojnice i ne mora biti primijećeno nekoliko sati nakon izlaganja. Simptomi mogu proći kroz sve stadije od crvenog i suznog oka pa sve do jače boli, osjećaja "pijeska u očima" i otekline kapaka tako da se oko potpuno zatvori. U vrlo teškim slučajevima snježno sljepilo može uzrokovati trajni gubitak vida.
Za sprečavanje snježnog sljepila se ljudima koji su izloženi opasnosti preporučuje korištenje sunčanih naočala koje prenose 5-10% vidljive svjetlosti i apsorbiraju gotovo sve ultraljubičaste zrake. Osim toga, te naočale bi trebale imati velike leće i štitnike sa strane da bi se izbjeglo slučajno izlaganje svjetlu. Sunčane naočale bi se trebale nositi uvijek, čak i kad je nebo prekriveno oblacima, zato što ultraljubičaste zrake prodiru kroz oblake.
Ako dođe do snježnog sljepila, liječenje se sastoji u olakšavanju boli oralnim analgeticima i hladnim oblozima. Daljnja oštećenja bi se trebala izbjeći uklanjanjem kontaktnih leća, izbjegavanjem trljanja očiju, nošenjem sunčanih naočala dok se svi simptomi ne povuku u potpunosti, te umjetnim suzama i/ili antibiotskim kapima i mastima.
U slučaju da se zaštitne naočale izgube ili oštete, u hitnoći se mogu napraviti zaštitne naočale od komadića tamne tkanine ili presavijene trake. SAS Survival Giude (Vodič za preživljavanje Posebne zrakoplovne službe Britanskog zrakoplovstva) preporučuje zatamnjenje kože ispod očiju drvenim ugljenom da bi se izbjegla dodatna refleksija ultraljubičastih zraka.

## Eskimi
Eskimi za prevenciju od snježnog sljepila koriste zaštitne naočale izrezbarene od jelenjih rogova. Te naočale su izrezbarene tako da pristaju korisnikovu licu i imaju velik izrezan utor na stražnjoj strani kao udubinu za nos. Dug, tanak rez napravljen je kroz naočale kako bi kroz njih mogle proći tek male količine svjetla i smanjena količina ultraljubičastih zraka. Naočale se nose na glavi pričvršćene trakom načinjenom od jelenjih tetiva.
|  | Molimo pročitajte upozorenje o korištenju medicinskih informacija. Ne provodite liječenje bez savjetovanja s liječnikom! |